# Maud Muller (film 1911)
Maud Muller è un cortometraggio muto del 1911 sceneggiato e diretto da Otis Turner. Il soggetto si ispira alla poesia Maud Muller di John Greenleaf Whittier che racconta di una bella contadina e di un giudice.
La storia era già stata adattata per lo schermo da Tom Ricketts nel film omonimo del 1909.

## Trama
Mentre sta raccogliendo il fieno, una bella ragazza incontra un giudice: i due sono attratti l'uno dall'altra ma poi le loro strade si dividono. Entrambi si sposano ma, nel corso della loro vita, non riusciranno a dimenticare quell'incontro e i pensieri che aveva suscitato in loro. Lei, quando aveva fantasticato di poter diventare la moglie di un giudice benestante. Lui, nell'essersi visto nei panni di un agricoltore a lavorare nei campi accanto alla bella moglie. Ognuno dei due riflette, pentito, di quello che poteva essere e non è stato.

## Produzione
Il film fu prodotto dalla Selig Polyscope Company.

## Distribuzione
Distribuito dalla General Film Company, il film - un cortometraggio in una bobina - uscì nelle sale cinematografiche statunitensi il 5 ottobre 1911.